# Langenrohr
Langenrohr är en ort och kommun  i Österrike. Den ligger i distriktet Tulln och förbundslandet Niederösterreich, 28 km nordväst om huvudstaden Wien.
Kommunen består av fem orter (Ortschaften) (inom parentes invånarantal 1 januari 2024):
- Asparn (381)
- Kronau (73)
- Langenrohr (1 441)
- Langenschönbichl (465)
- Neusiedl (212)